# Voinești, Iași
Voinești este satul de reședință al comunei cu același nume din județul Iași, Moldova, România.

## Geografie
Voinești are funcția de centru administrativ al comunei. Este un sat de cuestă, vatra satului fiind situată la poalele Dealului Voinești, mai precis la poalele versantului ce face trecerea între partea înaltă a comunei si partea joasă, estul localității fiind situat pe valea pârâului Voinești ce își adună apele din numeroasele izvoare de coastă. Din punct de vedere al morfostructurii, este un sat răsfirat, (formă specifică zonelor de podis). După textura vetrei, se încadrează în categoria asezărilor cu textură neregulată, si formă neregulat – tentaculară, caracteristică determinată de poziția satului, la intersecția a două axe de circulație.

## Istoric
Satul Voinești a fost înființat la mijlocul secolului al XVII-lea ca așezare de țărani clăcași pe moșia boierilor Voinești. În jurul anului 1825, proprietarul moșiei Voinești, Iorgu Anastasie Voinescu, a dat această moșie ca zestre fiicei sale Zoe la căsătoria acesteia cu spătarul Ianachi Negruzzi (1799-1836), vărul scriitorului Costache Negruzzi (1808-1868).
În anul 1830, familia boierului Ianachi Negruzzi a construit un conac la Voinești pe trei niveluri (demisol+parter+etaj) cu 28 de încăperi întinse pe o suprafață totală de 850 de metri pătrați. Conacul era înconjurat de un parc, care se mai întinde astăzi pe o suprafață de aproape trei hectare. 
În anul 1834, spătarul Ianachi Negruzzi a construit în apropierea conacului o biserică din cărămidă pe temelie de piatră. Anterior, în apropierea bisericii, a existat o altă biserică mai veche, din care nu se mai păstrează decât locul unde se afla Sfânta Masă, deasupra căreia se înalță o troiță din piatră și lemn de stejar.

## Transport
- DJ248A
- DJ248B

## Legături externe
Materiale media legate de Voinești la Wikimedia Commons